# Policetidă
Policetidele sunt o clasă de produși naturali derivați dintr-o moleculă precursoare formată dintr-o catenă ce conține alternativ grupe funcționale cetonă (sau forme reduse ale unei cetone) și grupări metilenice, sub forma: -CO-CH2-. Studiată pentru prima dată la începutul secolului XX, descoperirea, biosinteza și aplicarea policetidelor a evoluat. Reprezintă o clasă mare și diversă de metaboliți secundari, iar complexitatea este datorată biosintezei acestora, care seamănă cu cea a acizilor grași. Datorită acestei diversități, policetidele pot avea diverse aplicații medicinale, agricole și industriale. Multe dintre policetide sunt medicinale sau prezintă toxicitate acută.